# Radiofacsimilé

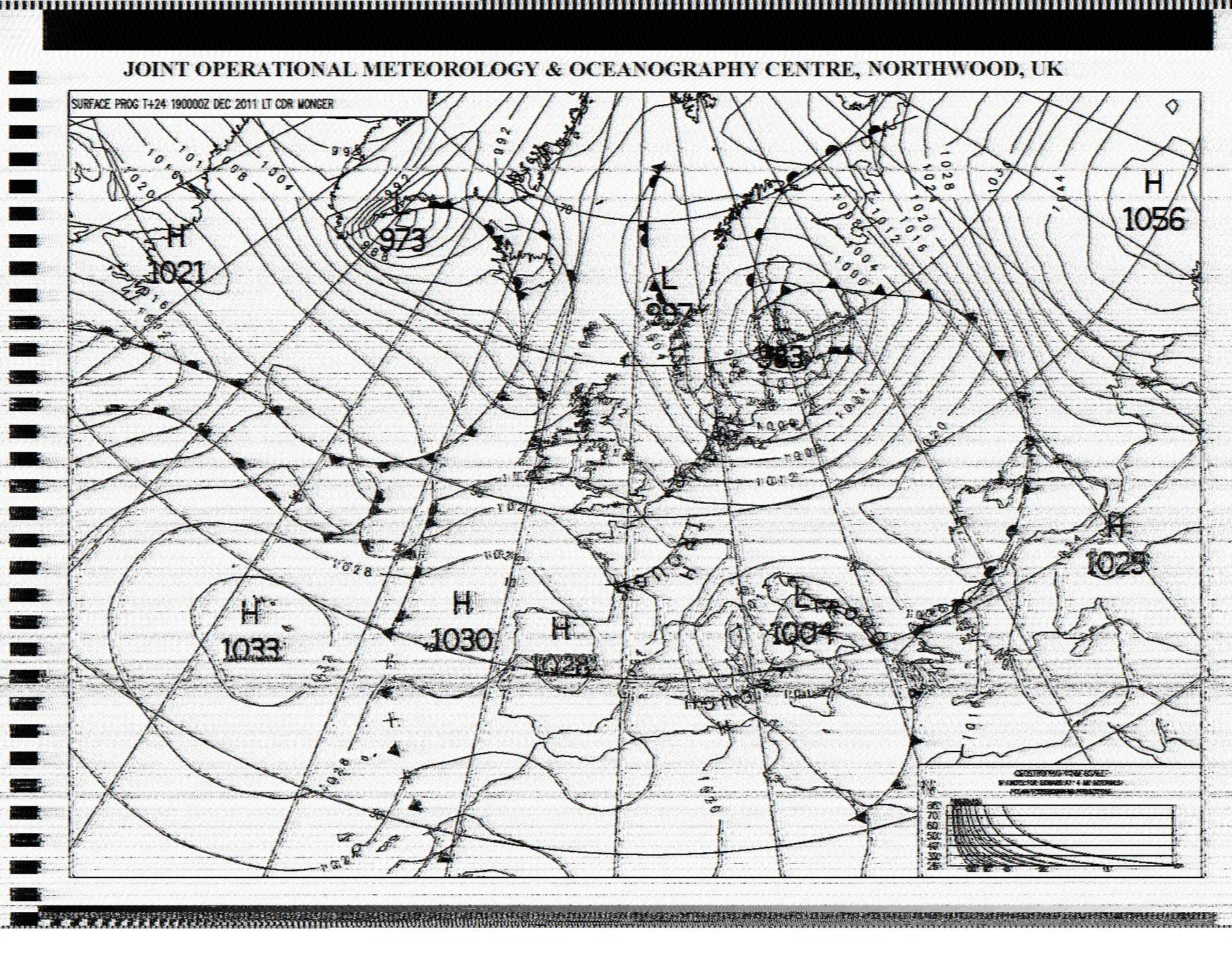
Image météorologique envoyée par l'émetteur de Northwood

Le radiofacsimilé est la transmission de facsimilé par radio. Appelé également "radiofax", "weather fax" ou "météofax" ou parfois "wefax" en abrégé (Ne pas confondre avec GOES WEFAX qui est un système d'imagerie satellite), c'est un des moyens permettant aux navires de disposer de prévisions météorologiques sur le vent, l'état de la mer et les glaces. Ces transmissions sont effectuées en bande HF par de nombreux pays comme aide gratuite aux navigateurs. Ces transmissions intègrent également des prévisions destinées à l'aviation.
Le récepteur de FAX météo est courant sur les passerelles des navires, et utilisé également par les plaisanciers en grande croisière ou traversées.

## Les principes du FAX

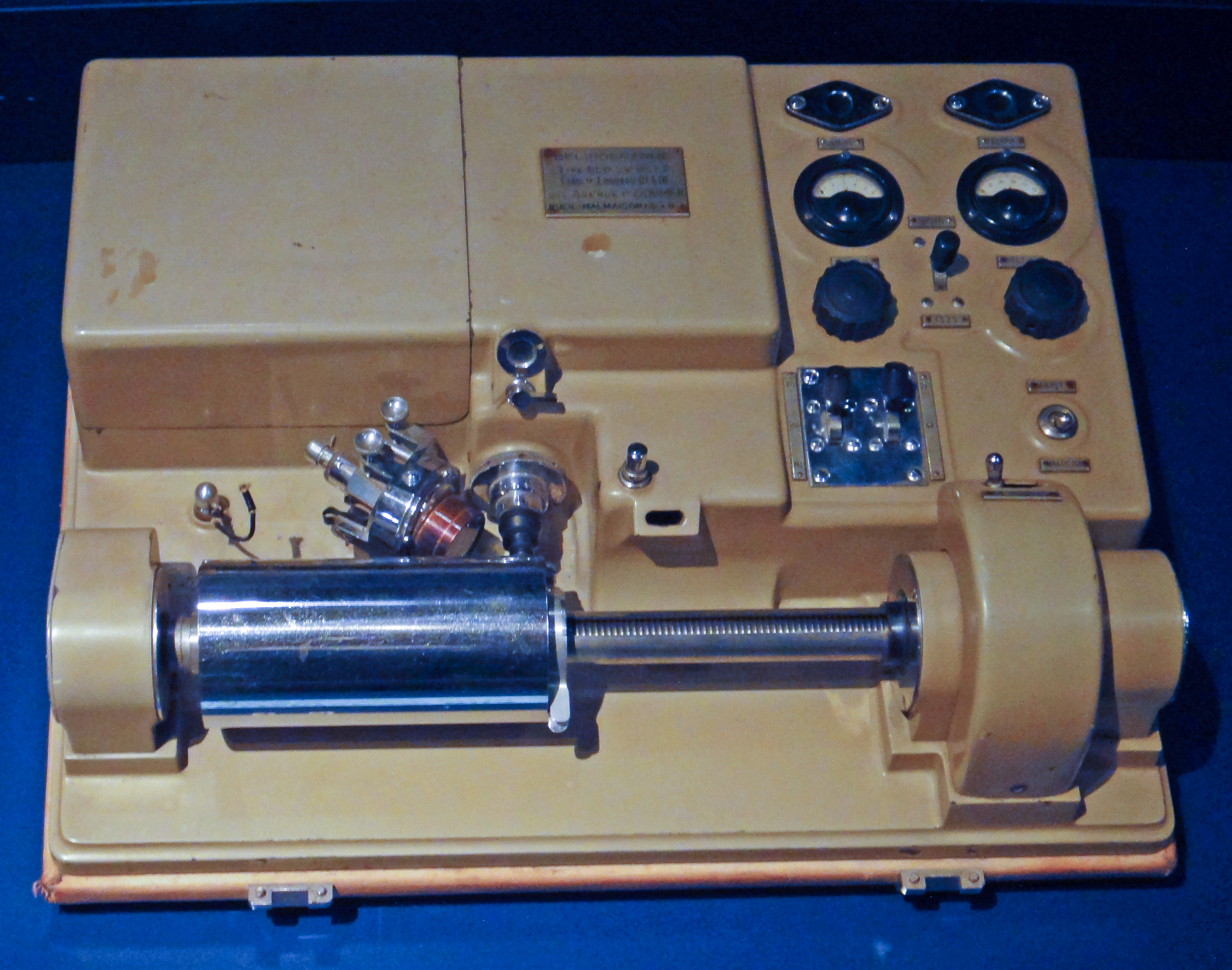
Machine radiofacsimilé BEP-2V, Édouard Belin, datant de 1953.

Le "fax" date du Bélinographe d'Édouard Belin des années 1930, et le radiofacsimilé garde un peu de son vocabulaire et principes : Dans un « bélino » une image tourne en avançant lentement sur un cylindre et une cellule photoélectrique détecte le noir ou le blanc, transmis ensuite par une ligne téléphonique. A l’autre bout de la ligne, une pellicule photo tourne également sur un cylindre parfaitement synchronisé, et une lampe focalisée sur la surface est commandée par le noir ou blanc à reproduire : en développant la pellicule, on obtient la photo d’origine.
Pour assurer une reproduction géométriquement fidèle, le démarrage des rouleaux doit être synchronisé, les vitesses parfaitement identiques, et le pas de vis doit aussi être le même : on retrouvera ces trois problèmes de « décodage » en FAX HF, avec en plus les problèmes liés à la « démodulation ». Le FAX moderne utilise toujours une transmission séquentielle point par point, mais les rouleaux tournants et pellicules sont remplacés par des CCD, écrans ou imprimantes.

## Fonctionnement du FAX radio

### La démodulation
La modulation est de type « FM » : le « blanc » correspond à une fréquence HF (par exemple 8039,5 kHz) et le « noir » à une autre (par exemple 8040,5 kHz) avec l’échelle intermédiaire proportionnelle des gris. On dira dans l’exemple que la fréquence « centrale » est de 8040 kHz et l’ « excursion » de fréquence de 1 kHz.
La réception est en général réalisée par un récepteur de trafic HF programmé en mode BLU, ce qui ramène la modulation en bande BF, suivi d'un démodulateur. La fréquence centrale du démodulateur BF étant d'environ 1,9 kHz, le récepteur BLU doit être décalé de 1,9 kHz, (par exemple à 8038,1 kHz pour un émetteur à 8040 kHz).

### Automatic Picture Transmission
La transmission est définie par le format Automatic Picture Transmission (APT), qui est employé par la plupart des stations terrestres et par les satellites météo géostationnaires.
- La tonalité de départ (APT start) déclenche la réception du système. Elle permettait jadis au tambour mécanique de réception, d'accélérer à la vitesse nominale.
- Le signal de phasage (Phasing), qui permet de centrer l'image en transmettant une marge blanche d'une taille prédéfinie, sur une image noire uniforme.
- L'image elle-même.
- La tonalité de fin (APT stop) qui signale la fin de la transmission.

| Signal    | Durée    | IOC576 (Majorité des émetteurs) | IOC288     | Remarques                                                        |
| --------- | -------- | ------------------------------- | ---------- | ---------------------------------------------------------------- |
| APT start | 5 s      | 300 Hz                          | 675 Hz     | 200 Hz pour les fax couleur (rarement utilises).                 |
| Phasage   | 30 s     |                                 |            | Ligne blanche interrompue par un signal noir (Parfois l'inverse) |
| Image     | Variable | 1200 lignes, 1800 colonnes      | 600 lignes | (120 lpm, la très grande majorité des cas).                      |
| APT stop  | 5s       | 450 Hz                          | 450 Hz     |                                                                  |
| Noir      | 10 s     |                                 |            |                                                                  |

### Le décodage
Quoique le radiofax ne soit pas à proprement parler "codé", on désigne souvent par "décodage" la transformation de la modulation FM en image.
Le décodage peut s'effectuer par un processeur dédié, ne comportant que les commandes des paramètres utiles, ou par un micro-ordinateur. Le processeur mémorise sur écran et en fichier imprimable, la suite de valeurs de gris reçue.
La synchronisation verticale et horizontale pour afficher une image avec chaque point à sa place, s'effectue par détection d’un « motif » incorporé en début d’image appelé APT : c’est une suite de transitions noir-blanc, qui sert aussi de repère de début de ligne.
Les paramètres de décodage doivent être en accord avec l'émetteur:
- l'excursion de fréquence, en général de 850 Hz en bande HF et de 170 Hz en bande LF
- Le "LPM", Lines Per Minute, en lignes par minute (exemple 60, 90, 120, ..), indique quand le décodeur doit passer à la ligne (combien de points par ligne il doit compter). On a la relation: Nombre d'échantillons par ligne = Fréquence d'échantillonnage (hertz) * 60 / LPM.
- L'"IOC", Index Of Correlation,  (exemple 576, 288,..) indique le format d'image. On doit avoir: Nombre de pixels par ligne = IOC * Pi.

## Les équipements

### Les récepteurs
Alors que les marins professionnels utilisent des récepteurs intégrés complets, comportant récepteur, démodulateur, traitement et impression automatique des cartes, les plaisanciers utilisent majoritairement une solution plus économique, combinaison d'un récepteur de trafic marine ou radioamateur, d'un micro-ordinateur et d'un logiciel de démodulation et traitement.
Pour un résultat correct, le récepteur doit:
- être relié à une antenne dédiée extérieure
- être muni d'un filtre et démodulateur BLU
- sa stabilité et sa précision globale doivent être meilleures que 100Hz

### Les logiciels
Les premiers logiciels disponibles dans les années 1980 étaient connectés par la ligne série des ordinateurs à un modem fax (KPC, SCS PTC, etc.), lui-même relié au récepteur radio.
Depuis l'apparition des PC portables avec carte son, la connexion s'effectue très simplement par un câble audio entre la sortie du récepteur et l'entrée "micro" ou "line" du PC. Il existe des logiciels nombreux, payants ou gratuits pour la réception des FAX en HF, par exemple JVCOMM32 , Meteofax32, FlDigi, WXtoImg, HamFax ou ACfax. 
Les décodeurs sur PC sont complétés par diverses aides :
- table des émetteurs
- réglages automatiques du récepteur
- compressions d’image en format d'image habituel : JPEG, PNG ...
- traitement et zooms d’image
- archivage des images
- départ à heure prévue
- impression.

Des afficheurs de niveau, de qualité de signal, ou de spectre sont incorporés pour faciliter les réglages.
La synchronisation précise des horloges d'émission et réception demandant une précision absolue de 10E-6 environ, supérieure à la précision des horloges de PC, une routine de correction d'horloge est prévue, elle s'effectue à la première utilisation en repérant une verticale d'image (bord de carte) et en déduisant automatiquement la correction inverse d'horloge.
En cas de synchronisation manquée, des décalages manuels permettent de récupérer l'image en temps différé.

## Les stations et fréquences
La France a cessé ces transmissions avec l'arrêt des stations radiomaritimes Saint-Lys en 1998 et Le Conquet radio en 2000 (qui a toutefois été reprise par Radio Vacation Pêche). Toutefois, en Europe, la Grèce, l'Italie, la Russie (Moscou et Mourmansk), l'Allemagne (Hambourg) et le Royaume-Uni (Bracknell) les fournissent toujours. Les horaires et fréquences de toutes les stations mondiales sont publiées par la NOAA sur son site web.
Les stations transmettent simultanément sur deux ou trois fréquences dans les bandes marines, assez écartées pour permettre une réception dans divers cas de propagation diurne ou nocturne (par exemple 4, 8 et 12 MHz).

### Radiofacsimilé utilisé par lesradioamateurs.
les fréquences "HF" utilisé par les radioamateurs sont les suivantes : 
3735 kHz, 
7165 kHz,
14230 kHz,
21340 kHz, 
28680 kHz. 
le LPM est de 120, l'IOC est de 288, Image en noir & blanc.
Contrairement aux émetteurs diffusant des images de météo marine ; les radioamateurs peuvent diffuser des images en fonction de la réglementation applicable à cette activité.
L'image doit comporter l'indicatif de la station. 
la fréquence de 14232 kHz est la fréquence ou on a le plus de chance de capter une transmission Facsimilé.